# Anagrama

Um anagrama do nome de José Saramago, escritor português

Um anagrama (do grego clássico ἀναγράμμα, composto de ἀνά «inversão» e γράμμα «letra») é uma espécie de jogo de palavras criado com a reorganização das letras de uma palavra ou expressão para produzir outras palavras ou expressões, utilizando todas as letras originais exatamente uma vez. Exemplos amplamente conhecidos são Iracema (personagem do romance de José de Alencar) e América e amor e Roma. Outro exemplo é o prenome da escritora brasileira Nélida Piñón, anagrama do prenome de seu avô materno Daniel Cuiñas.
Anagramas são frequentemente expressos na forma de uma equação, com símbolos de igualdade (=) separando o objetivo original e o anagrama resultante. Ator = Rota  é um exemplo de anagrama simples expresso desta forma. Em uma forma de anagramia mais avançada, sofisticada, o objetivo é "descobrir" um resultado que tenha um significado linguístico que defina ou comente sobre o objetivo original de forma humorística ou irônica. Quando o objetivo e o anagrama resultante formam uma frase completa, um til (~) é comumente utilizado, em vez de um sinal de igualdade; por exemplo: Semolina ~ Is no meal.

## Exemplos de escrita constrangida
- Anagrama: Palavra ou expressão elaborada usando exatamente as mesmas letras que a palavra ou expressão original. Exemplos: A pergunta, em latim, "Quid est veritas?" (O que é a verdade?), e a resposta "Est vir qui adest" (É o homem que está diante de você).
- Pangrama: Pangrama é uma frase que utiliza todas as letras do alfabeto. Exemplos: "Um pequeno jabuti xereta viu dez cegonhas felizes."; "Blitz prende Wykie, vesgo com cheque fajuto."; "Gazeta publica hoje no jornal uma breve nota de faxina na quermesse."; "The quick brown fox jumps over the lazy dog.".
- Anigrama: Anagrama que se anima sozinho embaralhando as letras numa animação computadorizada, que ocorre comumente em GIFs ou animações desenvolvidas em Flash.[2]
- Anugrama: Frase em que seu anagrama tem o mesmo significado da frase original. Exemplos: "Eleven plus two ~ Twelve plus one"; "Passar sem não saber: sempre temos tempo, se começarmos a ler ~ Recomeçar, mas ter pressa. Lembre-se: não passamos sem o tempo".

## Matemática
Para achar um anagrama matematicamente é só usar a formula ((a-b)/c)+1, onde:
- A = número do anagrama;
- B = último caractere ou a diferença da divisão de B por C (B\C em basic, ou mod da calculadora windows);
- C = número de caracteres.

## Análise combinatória
Para se obter o número de anagramas possíveis a partir das letras de determinada palavra, desde que não tenham letras repetidas, basta fazer a permutação ({\displaystyle P}) com o número total de letras, exemplos:
- Seja {\displaystyle n} o número de letras de determinada palavra e {\displaystyle Na} o número de anagramas, temos:

{\displaystyle Na=P(n)-1=n!-1}
Deve-se subtrair uma das combinações da equação, pois uma palavra não pode ser anagrama dela! Exemplo: a palavra amor é anagrama de roma, mas roma não é anagrama de roma. Por isso, existe o {\displaystyle -1} na equação.
Note-se que, por esse método, muitas combinações de letras não formarão palavras.
- Quantos anagramas obtém-se da palavra DANIEL?

DANIEL tem 6 letras, portanto, {\displaystyle n=6};
{\displaystyle {\begin{aligned}Na&\ =\ P(6)-1\\&\ =\ 6!-1\\&\ =\ 6\times 5\times 4\times 3\times 2\times 1-1\\&\ =\ 719{\text{ anagramas}}\end{aligned}}}

### Anagramas com letras repetidas
Caso tenhamos letras repetidas na palavra, devemos dividir o resultado de {\displaystyle P(n)} pelas permutações de cada letra repetida, conforme a fórmula.
{\displaystyle \mathbb {P} _{n}^{r=\{{r_{1},r_{2},r_{3},...,r_{n}\}}}={\frac {n!}{r_{1}!\cdot r_{2}!\cdot r_{3}!\cdot {\text{...}}\times r_{n}!}}}
Exemplos
- Quantos anagramas obtém-se da palavra PARALELEPIPEDO?

Total de letras {\displaystyle n=14};
Número de repetições: {\displaystyle r=\{p=3;a=2;l=2;e=3\}}
Portanto: 
{\displaystyle {\begin{aligned}Na&\ =\ {P}_{14}^{3,2,2,3}\\Na&\ =\ {\frac {14!}{3!\cdot 2!\cdot 2!\cdot 3!}}\\Na&\ =\ {\frac {14529715200\cdot 3!}{3!\cdot 24}}\\Na&\ =\ {\frac {14529715200}{24}}\\Na&\ =\ 605.404.800\end{aligned}}}
- Se todos os anagramas da palavra SUDAM forem listados em ordem alfabética e numerados com números inteiros a partir do 1º, a palavra MADUS corresponderá ao anagrama de número?

No problema é necessário contar os anagramas em ordem alfabética; portanto, para cada posição das letras na palavra haverá tantos anagramas que faltarem para completar o número {\displaystyle n} de letras da palavra;
O rol das letras alfabeticamente ordenadas é: {\displaystyle \{A,D,M,S,U\}}, com {\displaystyle n=6};
{\displaystyle \sum {A(4!),D(4!),MAD(2!)}=50}

## Ferdinand de Saussure
Ferdinand de Saussure, pai da Linguística moderna, estudou, muito antes de ministrar o seu Cours de Linguistique Générale (Curso de Linguística Geral, ed. Cultrix), o fenômeno anagramático na prosa e poesia greco-latinas. De acordo com seu estudo, por sinal incompleto, era prática comum aos poetas da Antiguidade a construção dos versos em cima de determinados anagramas, baseando tais metrificações em regras pré-estabelecidas sobre quantidades equivalentes de consoantes e vogais e da disposição das letras formadoras do anagrama nos versos.